# 1. FC Geesdorf
Der 1. FC Geesdorf (amtlich: 1. FC Geesdorf 1961 e. V.) ist ein Sportverein aus dem Ortsteil Geesdorf der unterfränkischen Marktgemeinde Wiesentheid. Er wurde 1961 gegründet. Die erste Herrenmannschaft der Fußballabteilung spielte in der Saison 2022/23 in der fünftklassigen Bayernliga Nord.

## Geschichte
Der Fußballverein wurde 1961 von 36 Sportlern gegründet. 1985 erfolgte der erste Aufstieg aus der C-Klasse Gerolzhofen in die B-Klasse Gerolzhofen. 1986 stieg der Verein in die A-Klasse Hassgau/Steigerwald auf. 1993 konnte man die Klasse durch einen Sieg in einem Relegationsspiel halten, stieg jedoch 1994 wieder in die B-Klasse ab. 1997 konnte der Verein wieder in die A-Klasse aufsteigen, stieg jedoch direkt wieder in die B-Klasse ab. Nach acht Jahren stieg der Verein 2005 in die C-Klasse ab.
2009 gelang als Erstplatzierter der Aufstieg in die Kreisklasse. 2011 stieg der Verein in die Kreisliga auf. 2013 wurde zweimal der Kreispokal gewonnen. 2013 scheiterte der Verein als zweitplatzierter in der Relegation um den Aufstieg in die Bezirksliga. 2014 gelang der Aufstieg in die Bezirksliga in der Relegation durch Siege in allen vier Relegationsspielen.
2018 wurde als Erstplatzierter der direkte Aufstieg in die Landesliga Bayern geschafft. In der ersten Saison konnte als 14. die Klasse gehalten werden. Die Saison 2019/2020 wurde 2021 wegen der COVID-19-Pandemie abgebrochen.
Der Verein stieg 2022 als Meister der Landesliga Bayern in die Bayernliga Nord auf. Beim Bayerischen Toto-Pokal 2022/23 schied der 1. FC Geesdorf durch eine 0:5-Niederlage gegen 1. FC Schweinfurt in der 2. Hauptrunde aus.
Der Verein stieg nach der Saison 2022/23 aus der Bayernliga Nord ab und verzichtete auf einen Start in der Landesliga Bayern und in der Bezirksliga.
Die 1. Mannschaft spielt in der Saison 2023/24 in einer Spielgemeinschaft mit der 3. Mannschaft des TSV Abtswind in der A-Klasse.

## Bekannte Mitglieder
- Marika Heinlein (* 1962), Deutsche Meisterin im 100-Kilometer-Straßenlauf